# Општина Сурдила-Гречи (Браила)
Сурдила-Гречи (рум. Surdila-Greci) општина је у Румунији у округу Браила.
Oпштина се налази на надморској висини од 41 m.